# Morti nel 940
| Questa pagina contiene informazioni ricavate automaticamente dalle voci biografiche con l'ausilio del template Bio e di un bot. L'aggiornamento è periodico e automatico e ricostruisce completamente la pagina. Se manca una persona in questa lista, sei pregato di non aggiungerla, ma accertati piuttosto che la sua voce biografica contenga il template Bio e che i dati anagrafici siano correttamente compilati. Se il template Bio manca, inseriscilo tu stesso o, in alternativa, metti l'avviso {{tmp\|Bio}} che ne segnala la mancanza. Se i dati riportati sono sbagliati, correggi direttamente la voce biografica; le modifiche saranno visibili in questa lista entro pochi giorni. Per chiarimenti vedi il progetto biografie. La lista contiene solo le 9 persone che sono citate nell'enciclopedia e per le quali è stato implementato correttamente il template Bio. Pagina aggiornata al 19 ott 2024. |

- 5 gennaio - Minamoto no Muneyuki, poeta giapponese
- 3 marzo - Ibn 'Abd Rabbih, scrittore e poeta arabo (n. 860)
- 12 maggio - Eutichio di Alessandria, arcivescovo egiziano (n. 877)
- 20 giugno - Abu Bishr Matta ibn Yunus, filosofo e traduttore arabo
- 3 agosto - Bennone di Metz, monaco cristiano e vescovo tedesco
- 12 dicembre - Al-Radi, califfo (n. 909)
- Anscario II, nobile franco
- Atenolfo II di Benevento, principe longobardo
- Dagiberto, vescovo italiano